# Milner
Milner — голландский бренд сыров, принадлежащий многонациональному конгломерату FrieslandCampina. 

## Описание
Изначально Milner запускался как бренд в контексте осознанного и здорового образа жизни, и продукту удалось завоевать значительную долю рынка в этом сегменте. В 2019 году Мильнер также был напрямую связан с устойчивым развитием.
Конгломерат FrieslandCampina использовал бренд Milner для сыра под слоганом On the Way to PlanetProof. С этим знаком качества сорт сыра соответствует незаконодательным требованиям, установленным Stichting Milieukeur для устойчивого развития и основанным на положительном вкладе в благополучие животных, климат и природу.

## Отличия от Гауды
В отличие от Гауды, Milner изготавливается не из цельного молока, а из полуобезжиренного. Поэтому Мильнер содержит меньше жира, чем сыр Гауда 48+. Сыр Milner выпускается конгломератом FrieslandCampina и считается одним из самых экологически чистых голландских сыров.